# Sinal Fechado
Sinal Fechado è un album inciso da Chico Buarque de Hollanda nel 1974.

## Tracce
1. Festa Imodesta - 2:44 - (Caetano Veloso) )
2. Copo Vazio - 2:46 - (Gilberto Gil)
3. Filosofia - 2:20 - (André Filho), (Noel Rosa)
4. O Filho que Eu Quero Ter - 4:11 - (Toquinho, Vinícius de Moraes)
5. Cuidado com a Outra - 2:45 - (Nelson Cavaquinho, Augusto Tomaz Jr.)
6. Lágrima - 2:14 - (Jackson do Pandeiro, José Garcia, Sebastião Nunes)
7. Acorda amor - 2:21 - (Julinho da Adelaide, Leonel Paiva)
8. Lígia - 2:52 - (Tom Jobim)
9. Sem Compromisso - 2:39 - (Nelson Trigueiro, Geraldo Pereira)
10. Você Não Sabe Amar - 3:34 - (Carlos Guinle, Dorival Caymmi, Hugo Lima)
11. Me Deixe Mudo - 2:15 - (Walter Franco)
12. Sinal Fechado - 2:36  - (Paulinho da Viola)